# الجؤجؤ OB1

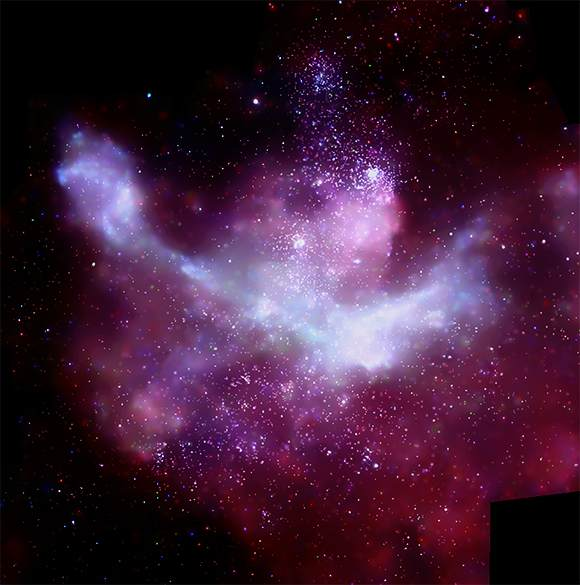
صورة الجؤجؤ OB1 من مرصد تشاندرا الفضائي للأشعة السينية.

الجؤجؤ OB1 هو تجمع ضخم من النجوم المترابطة ذات التصنيف OB  في كوكبة الجؤجؤ داخل حدود سديم الجؤجؤ. الجؤجؤ OB1 موطن لبعض النجوم الأكثر سطوعاً في مجرة درب التبانة ويعتبر من مضمن أكبر النجوم المترابطة المعروفة في درب التبانة وأكبر تجمع نجمي للنجوم المترابطة في سديم الجؤجؤ. يشمل تجمع الجؤجؤ OB1 العناقيد النجمية الحديثة النشأة نسبيا كوليندر 228، NGC 3293, NGC 3324, IC 2581, Trumpler 14, Trumpler 15 وTrumpler 16, ويشمل التجمع أيضا نجم ضخم ومضيء آخر HD 93129 . يقع تجمع نجوم الجؤجؤ OB1 بالقرب من نجم إيتا الجؤجؤ على بعد يقدر بنحو 10,000 سنة ضوئية من الأرض.